# ورزشگاه داگاوا (داگاوپیلز)
ورزشگاه داگاوا (به لاتین: Daugava Stadium) یک ورزشگاه فوتبال در لتونی است که در Daugavas 38 واقع شده‌است.